# Mary Reilly
Mary Reilly és una pel·lícula estatunidenca dirigida par Stephen Frears i estrenada el 1996. Ha estat doblada al català.

## Argument
Londres segle xix. Mary Reilly és una jove traumatitzada pel seu pare que li pegava quan era petita. Tanmateix pausada i discreta, es converteix en la nova domèstica del Dr. Jekyll. Una complicitat neix progressivament entre ells, encara que la distància roman. Aquesta relació és trastocada per l'arribada a la casa del nou ajudant del metge, M. Hyde.

## Repartiment
- Julia Roberts: Mary Reilly
- John Malkovich: Dr. Jekyll / M. Edward Hyde
- George Cole: M. Poole, el majordom
- Michael Gambon: el pare de Mary
- Kathy Staff: Sra. Kent
- Glenn Close: Sra. Farraday
- Michael Sheen: Bradshaw
- Bronagh Gallagher: Annie
- Linda Bassett: la mare de Mary
- Henry Goodman: Haffinger
- Ciarán Hinds: Sir Danvers Carew

## Al voltant de la pel·lícula
- Premis 1996
  - 2 Nominacions als Premis Razzie: Pitjor director i actriu (Julia Roberts)
  - 1996: Festival de Berlín: Secció oficial de llargmetratges Crítica
- "Esplèndid drama passional ambientat en el Londres de 1886. Cal destacar les interpretacions de Malkovich i Roberts. Molt bona"[3]
- La novel·la de Valerie Martin de fet és una reinterpretació de L'estrany cas del Dr. Jekyll i Mr. Hyde de Robert Louis Stevenson (1886).